# Лал-Суханра
Лал-Суха́нра (англ. Lal Suhanra National Park) — национальный парк в округе Бахавалпур, пакистанской провинции Пенджаб. Расположен примерно в 35 километрах к востоку от Бахавалпура.
Площадь Лал-Суханра составляет более чем 153.000 акров (620 км²), из которых 20.974 акров (8.491 га) составляют земли (орошаемые плантации), 101.726 акров (40.942 га) — пустыни и 4.780 акров (1.935 га) занимают пруды и озёра. Ландшафт парка в основном равнинный, чередуется с песчаными дюнами от 1 до 6 метров в высоту.
С 1977 года парк включён во всемирную сеть биосферных резерватов.